# 急性副腎不全
急性副腎不全（きゅうせいふくじんふぜん）とは、急激な副腎皮質ホルモンの絶対的または相対的な不足状態であり、副腎クリーゼとも言われる。

## 原因
アジソン病患者がストレスを受けたとき、副腎皮質ホルモンを長期大量投与中に減量ないし中止したとき、急性の重症感染、両側副腎の出血、血栓、外傷などが原因となる。

## 所見
好酸球増多、低血糖などが見られ、血中コルチゾールは低値を示す。

## 症状
全身倦怠感や脱力感などの非特異的症状で始まり、精神症状や消化器症状が見られる。微熱から38度を超える高熱も見られる。
続いて急激な脱水症状血圧低下、呼吸困難、意識障害を呈し、ショックに陥り、治療が遅れると死亡する。腹痛と発熱により、急性腹症と誤診されやすい。

## 検査
血中コルチゾール、尿中17-OHCSが低値となる。合わせてACTHを測定し高値であれば原発性、低値であれば続発性と診断できる。
血清電解質：血清ナトリウム低下、カリウム上昇がみられ、Na/K 比30以下は副腎不全を疑わせる。
末梢血好酸球増多と低血糖を示す。

## 治療
病歴や症候、電解質、血算などの緊急検査から急性副腎不全が疑われる場合は、血中ホルモンの結果を待たずに治療を開始する。急性副腎不全の治療は、①即効性の副腎皮質ホルモンの投与、②十分な補液と電解質の補正、③急性副腎不全を引き起こした原疾患に対する治療（昇圧剤、抗生物質、止血剤などの投与）が原則である。